# Ауэзова, Лейла Мухтаровна
Лейла Мухтаровна Ауэзова (30 июля 1929, Ташкент — 24 мая 1993, Алматы) — казахский учёный, доктор исторических наук (1975). Дочь известного казахского писателя М. О. Ауэзова.

## Биография
Происходит из рода ходжа. Окончила МГУ (1952). В 1956—1962 годах сотрудник Института истории, археологии и этнографии АН Казахстана, с 1963 года до конца жизни — директор дома-музея М. О. Ауэзова.
За научные работы, посвященные историческим основам произведений М. О. Ауэзова, Ауэзовой присуждена премия имени Чокана Валиханова (1979).
Скончалась 24 мая 1993 года, похоронена на Кенсайском кладбище Алматы.

## Семья
Муж: Аскар Менлиахметович Кунаев.
Сыновья: Эльдар (родился 7 мая 1956 года), кандидат технических наук, вице–президент (с октября 1992 года по август 1993 год),  президент (с августа 1993 года, после смерти его дяди, основателя данного фонда) Международного фонда имени Д. А. Кунаева, консул Республики Казахстан в Омске (декабрь 2010–2018), в Бресте (с марта 2018 года) и Диар (родился 5 февраля 1961 года), доктор филологических наук, нынешний директор Дом–музея М. О. Ауэзова .

## Сочинения
- М. О. Әуезов творчествосындағы Қазақстан тарихы проблемалары. — А., 1977.
- Мухтар Ауэзов и современная литература. — А., 1989.